# イーハーモニー
イーハーモニー（eHarmony）は、長期的な関係を育むために独身の男女をマッチングするインターネット・マッチングサイトである。

## 概要
イーハーモニーは、長期的な関係を育むために独身の男女をマッチングする、インターネット・マッチングサイトである。イーハーモニーはマッチングプロセスの最適化のため、恋愛関係に関する研究を行う「eHarmony Labs」や、恋愛に関するアドバイスのサイト「eHarmony　Advice」を運営している。1998年8月22日に設立されたイーハーモニーは、現在はカリフォルニア州サンタモニカを拠点とする。150か国以上に会員を持ち、米国、オーストラリア、カナダ、英国、ブラジルでサービスを展開している。同社は非公開会社であり、テクノロジー・クロスオーバー・ベンチャー社（Technology Crossover Ventures）、セコイア・キャピタル社（en:Sequoia Capital）、フェイズ・サロフィム＆カンパニー（Fayez Sarofim & Co）などが出資している。

## 沿革
イーハーモニーは心理学者のニール・クラーク・ウォーレン博士（en:Neil Clark Warren）と、グレッグ・フォーガッチ（Greg Forgatch）によって設立された。1990年代後半、臨床心理学者および結婚カウンセラーとして35年以上に渡り活動してきたウォーレン博士は、特定の性格的特徴によって相性を診断することが可能であり、より充実した恋愛関係に発展させることができるという、自身の理論を検証する決意をする。3年間に及ぶガレン・バックウォルター博士（Dr. Galen Buckwalter）との共同研究の結果、ウォーレン博士は、イーハーモニーのマッチングシステムの基礎となる相性診断モデルを開発した。
同社は、フェイズ・サロフィム＆カンパニーと個人投資家より、3百万ドルの資金を調達。2004年には同年で4番目に大きい規模の資本注入を、セコイア・キャピタル社とテクノロジー・クロスオーバー・ベンチャーズ社から取得する。以来、イーハーモニーは有料サービスの提供によって収益を上げ続け、2009年には累積収益が10億ドルに達するという快挙を成し遂げている。
同社は、独身者に向けたマッチングサービスを2000年に開始。同年以来、約3,300万人の会員を獲得し、2008年の時点で毎日およそ1万5,000人の人々がeHarmonyの診断テストへの回答を行っている。ハリス・インタラクティブ社（Harris Interactive）は、米国では1日平均542人の会員がイーハーモニーで出会ったパートナーと結婚していると発表した。

## 方法論
イーハーモニーは相性診断が同サービスの中核であると謳っている。グレッグ・ウォルドルフ（Greg Waldorf）前CEOは、「単に趣味が同じ人々をマッチングする、ということではない。重要なのは相性だ。イーハーモニーのサイトでは、自分が何を求めているかを語るのではなく、自分自身について語っていただくようになっている」と述べている。 また、同社が「科学的アプローチ」と呼ぶ性格や感情に深く踏み込んだ手法により、他社とのマッチングサービスの差別化を目指している。
イーハーモニーの会員になるためには、性格や信条、価値観、健全な情緒、対人スキルなどを診断する同社独自の相性診断テストに回答する。ウォーレン博士とバックウォルター博士が開発した、同社のマッチングシステムの基礎となる診断アルゴリズムは、これらのテストの回答を使用して相性の良いユーザとのマッチングを行う。イーハーモニーは、このマッチングシステムにより、幸せなカップルの特徴である根本的な性質や価値観が同じパートナーを探すことができると考えている。
高度な最新ソフトウェアテクノロジにより、アンケートの回答だけでなく、サイト平均滞在時間など、各ユーザの行動データの評価も行っている。 同ソフトウェアはマッチングのさらなる最適化のため600の変数を分析、それによって過去1年でユーザ間のコミュニケーションが34%も増加した。 バックウォルター博士は、同社の相性診断システムが、お互いの共通点を重視したものであると述べている。「初めは自分と正反対の人に惹かれるが、いずれは争うことになる」というのが同社の考えである。
同社の研究方法と相性診断システムは、評価・発表を目的として、査読のある学術雑誌に提出されたことはない。しかし2004年、イーハーモニーの研究ディレクタであるスティーブ・カーター博士（Dr. Steve Carter）は、旧アメリカ心理学協会（現科学的心理会: APS）の第16回年次総会において、ある論文を発表した。カーター博士は同論文において、結婚満足度の指標である「Dyadic Adjustment Scale＝結婚適応尺度（DAS）」を用い、イーハーモニーを通じて知り合った、結婚生活が5年以上となる夫婦と対照群の比較研究を行っている。
その結果、「イーハーモニーで知り合ったカップルの9割以上の結婚満足度が、eHarmony以外の場所で知り合って結婚した夫婦の平均値よりも高いこと」、「2倍以上のイーハーモニーカップルがその他の夫婦に比べて幸せな結婚生活を送っていたこと」、さらに、「その他の夫婦に比べ、イーハーモニーカップルは2人で過ごす時間を楽しんでいると答える率が35%も高かっただけでなく、自分達の結婚が『非常に幸せ』、あるいは他の新婚夫婦に比べて幸せであると回答する率が2倍近かったこと」が明らかになったという。 なお、イーハーモニーの方法論や成功率についての同社独自の研究が、これまで正式に発表されたことはない。

## 現取締役会
- 共同創立者、ニール・クラーク・ウォーレン （en:Neil Clark Warren）
- テクノロジー・クロスオーバー・ベンチャーズ社ジェネラルパートナー、ジェイ・ホーグ（Jay Hoag）
- マドローン・キャピタル・パートナーズ社（en:Madrone Capital Partners）ジェネラルパートナー、グレッグ・ペナー（Greg Penner）